# Marano Lagunare
Marano Lagunare (Maran en frioulan) est une commune italienne de la province d'Udine, dans la région autonome du Frioul-Vénétie Julienne en Italie. Il s'agit d'une petite commune d'un peu plus de 2 000 habitants qui vit essentiellement de la pêche et du tourisme. On y retrouve d'ailleurs une réserve naturelle accueillant de nombreuses espèces d'oiseaux et de poissons vivant dans les lagunes entourant la commune.

## Communes limitrophes
Carlino, Grado, Latisana, Lignano Sabbiadoro, Muzzana del Turgnano, Palazzolo dello Stella, Precenicco, San Giorgio di Nogaro

## Jumelages
- Schweighouse-sur-Moder (France). À l'origine, le jumelage entre Marano Lagunare et la ville de Schweighouse sur Moder est entièrement économique. En effet, Marano produit des aliments à base de poisson tandis que Schweighouse fabrique les boîtes de conserves utilisées par l'usine italienne. C'est de là qu'est née le jumelage. En 2009, les deux villes fêtent le 25e anniversaire de ce jumelage et plusieurs citoyens de Schweighouse sur Moder se rendent à Marano Lagunare. En 2010, cet échange culturel devrait à nouveau avoir lieu, en France cette fois-ci.